# Kiev-patriarkatet
Ukrainska ortodoxa kyrkan - Kievpatriarkatet, Українська Православна Церква Київського Патрiархату (UOK-KP) var ett ortodoxt trossamfund i Ukraina som grundades år 1992. Senare samma år gick man samman med den Ukrainska autokefala ortodoxa kyrkan under ledning av dess patriark Mstyslav Skrypnyk, men när Mstyslav dog året därpå kunde man inte enas om vem som skulle bli hans efterträdare. De båda kyrkorna gick då åter var sin väg, under var sin patriark. I december 2018 förenades de båda kyrkorna åter, med stöd av landets politiska ledning och patriarken av Konstantinopel. Tillsammans med avhoppare från Moskvapatriarkatet bildade man den nya Ortodoxa kyrkan i Ukraina.
Kievpatriarkatet utropades i konflikt med den rysk-ortodoxa kyrkan och i samband med kravallerna i Kiev 2013–2014 ställde man sig tydligt på oppositionens sida. Under 
Krimkrisen 2014 fick man väpnat ryskt besök i flera av kyrkorna på Krimhalvön.
Kyrkan erkändes inte av någon av världens andra ortodoxa kyrkor under sin korta historia.